# Lokoligou
Le Lokoligou est un cours d'eau intermittent situé en Côte d'Ivoire. Il est localisé à proximité des localités de Fahandougou et de Katiendé dans le district des Savanes (anciennement la région des Savanes), au nord du pays.

## Géographie
La rivière Lokoligou  est un cours d'eau intermittent situé en Côte d'Ivoire. Elle est située dans la partie nord du pays, à 300 km au nord de Yamoussoukro , la capitale du pays. Lokoligou fait partie du bassin du fleuve Niger 
.
Le climat de la région est typique de la savane . La température moyenne est de 25 °C . Le mois le plus chaud est mars, à 28  °C , et le plus froid est juillet, à 22 °C.  Les précipitations moyennes sont de 1 528 mm par an. Le mois le plus humide est août, avec 357 mm de précipitations, et le plus sec est décembre, avec 1 mm,,.